# Villeneuve-les-Genêts
Pour les articles homonymes, voir Villeneuve et Genêt (homonymie).
Villeneuve-les-Genêts est une commune française située dans le département de l'Yonne en région Bourgogne-Franche-Comté, à 165 km au sud-est de Paris.

## Géographie

### Lieux-dits et écarts
Les lieux-dits suivis d'une astérisque sont situés à l'écart de la route indiquée.
B
- Les Barbarans*,        Rte de Grandchamp
- La Bâtisse,            Rte de Bléneau (D 22)
- Les Baux Ventes,       Rte de Bléneau (D 22)
- La Belle Idée*,        Rte de Bléneau (D 22)
- La Bénardière,         Rte de Champcevrais (D 207)
- Les Berthelins*,       Rte de Septfonds (D 18)
- La Blondellerie*,      Rte de Septfonds (D 18)
- Le Brigault*,          Rte de Septfonds (D 18)
- La Billauderie*,       Rte du Moulin (par la D 22 vers Tannerre)
- Le Bois Guillaume,     Rte de Grandchamp
- Le Grand Boulat*,      Rte de Grandchamp

C
- Le Carrouge*,          Rte de Grandchamp
- Le Champ de l'Étang,   Rte de Septfonds (D 18)
- Les Grands Champs,     Rte de Bléneau (D 22)
- Le Château Vert,       Rte de la Pte Farquerie (vers la D 221, S-O)
- Les Clouries,          Rte de Champcevrais (D 207)
- Court Gain*,           Rte de Septfonds (D 18)

F
- Le Ferrier*,           Rte de la Pte Farquerie (vers la D 221, S-O)
- Le Petit Ferrier,      Rte de la Pte Farquerie (vers la D 221, S-O)
- La Finerie*,           Rte de Grandchamp
- Les Fourrés,           Rte de Champcevrais (D 207)
- Froville,              Rte de Champignelles (D 18)

G
- La Germinerie,         Rte de Bléneau (D 22)
- Les Germonts,          Rte de Grandchamp

H
- La Grande Farquerie*,  Rte de Bléneau (D 22)
- La Petite Farquerie*,  D 221 (par la rte de Bléneau - D 22)

L
- Les Limosins*,         Rte de Champignelles (D 18)

M
- La Maison Haute*,      Rte de Grandchamp
- La Maréchaudière,      Rte de Bléneau (D 22)
- La Moinerie,           Rte de Champcevrais (D 207)
- La Montagne*,          Rte de Septfonds (D 18)
- Les Mottes*,           Rte de Bléneau (D 22)
- Le Moulin Lestrat*,    Rte du Moulin (par la D 22 vers Tannerre)
- Le Moulin Merlin,      Rte du Moulin (par la D 22 vers Tannerre)
- La Mousserie*,         Rte de Champcevrais (D 207)

N
- Les Neuf Fontaines*,   Rte de Septfonds (D 18)

P
- Les Pernets,           Rte de Champcevrais (D 207)
- La Planche*,           Rte de Septfonds (D 18)
- Les Plassons*,         Rte de Champignelles (D 18)
- Les Plassons,          Rte de la Pte Farquerie (vers la D 221, S-O)
- La Porte*,             Rte de Septfonds (D 18)
- La Puce,               Rte de Grandchamp

R
- Les Renons,            Rte de Tannerre (D 22)

S
- Le Sablon*,            Rte de Septfonds (D 18)

Z
- La Zonderie,           Rte de la Pte Farquerie (vers la D 221, S-O)

Le hameau de la Mousserie est partiellement sur la commune de Champignelles.

### Climat
Pour des articles plus généraux, voir Climat de la Bourgogne-Franche-Comté et Climat de l'Yonne.
En 2010, le climat de la commune est de type climat océanique dégradé des plaines du Centre et du Nord, selon une étude du Centre national de la recherche scientifique s'appuyant sur une série de données couvrant la période 1971-2000. En 2020, Météo-France publie une typologie des climats de la France métropolitaine dans laquelle la commune est exposée à un climat océanique altéré et est dans la région climatique  Centre et contreforts nord du Massif Central, caractérisée par un air sec en été et un bon ensoleillement. 
Pour la période 1971-2000, la température annuelle moyenne est de 10,9 °C, avec une amplitude thermique annuelle de 15,7 °C. Le cumul annuel moyen de précipitations est de 755 mm, avec 11,8 jours de précipitations en janvier et 7,7 jours en juillet. Pour la période 1991-2020, la température moyenne annuelle observée sur la station météorologique de Météo-France la plus proche, « Saint Privé », sur la commune de Saint-Privé à 9 km à vol d'oiseau, est de 11,3 °C et le cumul annuel moyen de précipitations est de 769,7 mm. 
La température maximale relevée sur cette station est de 41,8 °C, atteinte le 25 juillet 2019 ; la température minimale est de −15,5 °C, atteinte le 19 décembre 2009,,. 
Les paramètres climatiques de la commune ont été estimés pour le milieu du siècle (2041-2070) selon différents scénarios d'émission de gaz à effet de serre à partir des nouvelles projections climatiques de référence DRIAS-2020. Ils sont consultables sur un site dédié publié par Météo-France en novembre 2022.

## Urbanisme

### Typologie
Au 1er janvier 2024, Villeneuve-les-Genêts est catégorisée commune rurale à habitat très dispersé, selon la nouvelle grille communale de densité à sept niveaux définie par l'Insee en 2022.
Elle est située hors unité urbaine et hors attraction des villes,.

### Occupation des sols
L'occupation des sols de la commune, telle qu'elle ressort de la base de données européenne d’occupation biophysique des sols Corine Land Cover (CLC), est marquée par l'importance des territoires agricoles (71,6 % en 2018), en diminution par rapport à 1990 (72,7 %). La répartition détaillée en 2018 est la suivante : 
terres arables (62,6 %), forêts (27,1 %), prairies (6 %), zones agricoles hétérogènes (3 %), zones urbanisées (1 %), eaux continentales (0,3 %). L'évolution de l’occupation des sols de la commune et de ses infrastructures peut être observée sur les différentes représentations cartographiques du territoire : la carte de Cassini (XVIIIe siècle), la carte d'état-major (1820-1866) et les cartes ou photos aériennes de l'IGN pour la période actuelle (1950 à aujourd'hui).

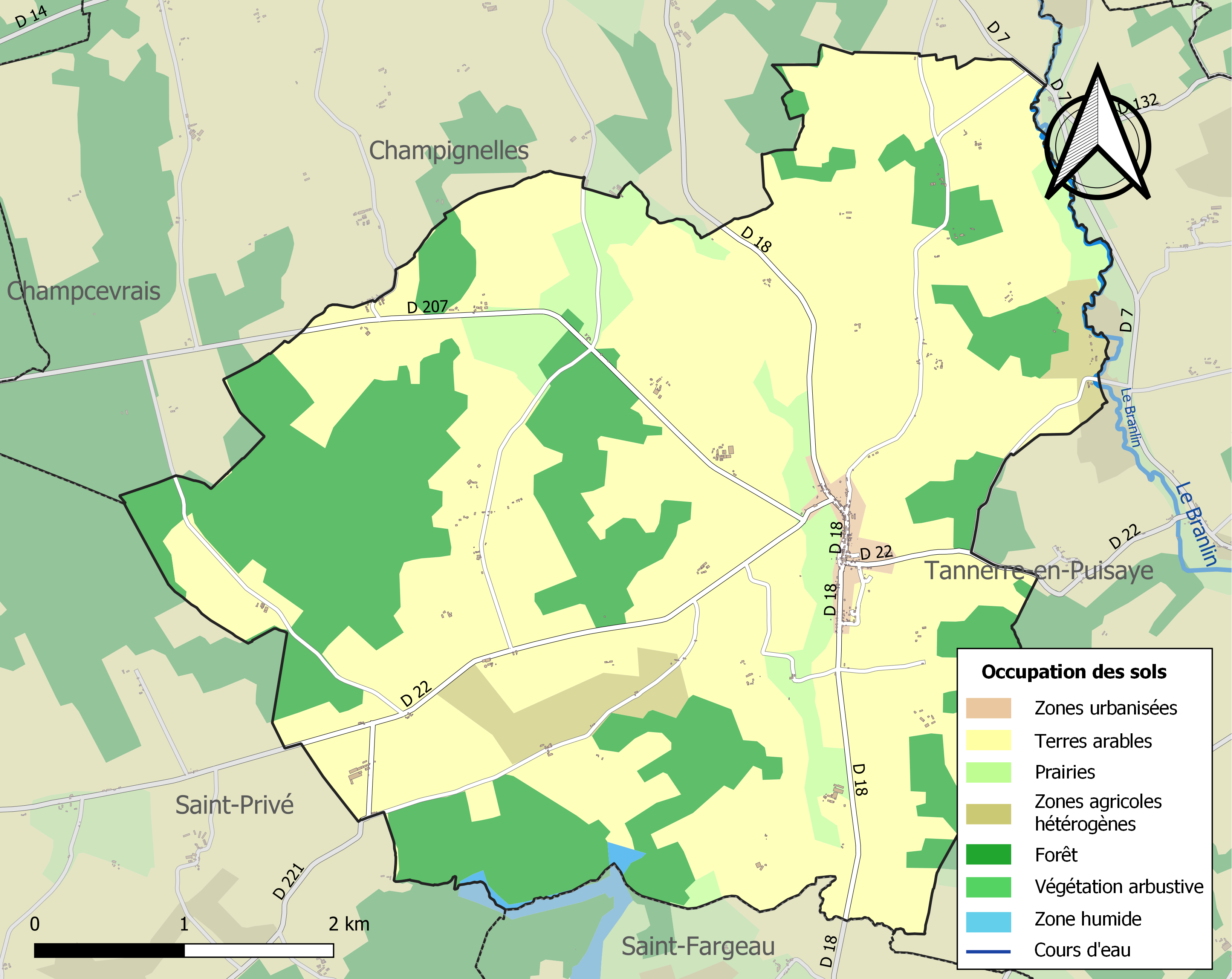
Carte des infrastructures et de l'occupation des sols de la commune en 2018 (CLC).

## Politique et administration
Villeneuve-les-Genêts faisait partie de la communauté de communes du canton de Bléneau, qui a fusionné le 1er janvier 2013 avec les communautés de communes de la Puisaye fargeaulaise et du Toucycois pour former la communauté de communes Cœur de Puisaye dont le siège est à Toucy.
La mairie est ouverte deux matinées par semaine.
| Période        | Période      | Identité       | Étiquette | Qualité    |
| -------------- | ------------ | -------------- | --------- | ---------- |
| 1983           | 2020         | Gérard Legrand | DVD       |            |
| 4 juillet 2020 | 14 août 2020 | Morad Rebai    |           | Commerçant |
| 2020           | En cours     | Richard Jaskot |           |            |

## Démographie
L'évolution du nombre d'habitants est connue à travers les recensements de la population effectués dans la commune depuis 1793. Pour les communes de moins de 10 000 habitants, une enquête de recensement portant sur toute la population est réalisée tous les cinq ans, les populations de référence des années intermédiaires étant quant à elles estimées par interpolation ou extrapolation. Pour la commune, le premier recensement exhaustif entrant dans le cadre du nouveau dispositif a été réalisé en 2005.

En 2022, la commune comptait 308 habitants, en évolution de +8,83 % par rapport à 2016 (Yonne : −1,95 %, France hors Mayotte : +2,11 %).
| 1793 | 1800 | 1806 | 1821 | 1831 | 1836 | 1841 | 1846 | 1851 |
| ---- | ---- | ---- | ---- | ---- | ---- | ---- | ---- | ---- |
| 514  | 438  | 516  | 473  | 502  | 520  | 532  | 538  | 617  |

| 1856 | 1861 | 1866 | 1872 | 1876 | 1881 | 1886 | 1891 | 1896 |
| ---- | ---- | ---- | ---- | ---- | ---- | ---- | ---- | ---- |
| 629  | 641  | 746  | 735  | 725  | 632  | 646  | 691  | 681  |

| 1901 | 1906 | 1911 | 1921 | 1926 | 1931 | 1936 | 1946 | 1954 |
| ---- | ---- | ---- | ---- | ---- | ---- | ---- | ---- | ---- |
| 652  | 642  | 624  | 560  | 566  | 494  | 447  | 431  | 422  |

| 1962 | 1968 | 1975 | 1982 | 1990 | 1999 | 2005 | 2006 | 2010 |
| ---- | ---- | ---- | ---- | ---- | ---- | ---- | ---- | ---- |
| 381  | 345  | 289  | 242  | 230  | 258  | 301  | 300  | 308  |

| 2015 | 2020 | 2022 | - | - | - | - | - | - |
| ---- | ---- | ---- | - | - | - | - | - | - |
| 283  | 304  | 308  | - | - | - | - | - | - |

## Lieux et monuments
- Église Notre-Dame de Villeneuve-les-Genêts.
- Chapelle Sainte Geneviève et sa source miraculeuse.

Le 25 mars 2006, le premier sanctuaire shinto européen a été inauguré à Villeneuve-les-Genêts, au sein du temple bouddhiste Shingon Komyo-In,.

## Pour approfondir